# El hombre invisible (serie de animación)
El hombre invisible es una serie animada para TV creada por MoonScoop Group y en coproducción con BRB Internacional, Screen 21, RAI, SMEC y con la participación de M6, DisneyTV, Antena 3 y Eurocartoons.
La serie nos cuenta la historia de Alan Crystal, un joven estudiante, se convierte en invisible cuando un experimento sale mal. Como toda historia de superhéroes, Alan deberá llevar una doble vida, una como héroe y otra como un estudiante normal. También deberá luchar contra su némesis: Wallace Morton, o más conocido por Opacus. Un villano obsesionado con capturar a Crystal, para finalizar su experimento y así poder controlar el mundo.

## Personajes
- Alan Crystal: es el protagonista de la serie. Debido aun experimento fallido, Alan es invisible, la única manera de que le vean es ponerse un disfraz de él mismo. Alan debe compaginar sus dos vidas, hacer feliz a su novia y luchar contra el mal.
- Wallace Morton: es el némesis de Alan, el también estaba presente en el experimento fallido, pero no se convirtió en invisible, sino en todo lo contrario, en opaco. Debido a su mentalidad malvada, su único objetivo es capturar a Alan para conseguir su poder y así controlar el mundo.
- Linda: es la novia de Alan, ella no sabe nada de su ocupación como héroe. Es una buena chica que se preocupa mucho por su novio
- Gina: es cómplice de Alan, tiene una mente increíble, la cual la usa para ayudar en todo lo posible a Alan. Fue ella la creadora del disfraz del superhéroe.
- Fotón: es la mascota mono de Alan, es de gran ayuda para las aventuras, consigue salvarle de muchas situaciones complicadas.
- Monty: es el compañero de piso de Alan, solo se preocupa por tocar su guitarra.
- Iron King: